# لافابييس (محطة مترو أنفاق مدريد)
لافابييس (بالإسبانية: Lavapiés)‏ هي محطة مترو أنفاق في مدريد في إسبانيا، تقع على الخط رقم 3.